# Johan de Witt
Johan (ell. Jan) de Witt (født 24. september 1625, død 20. august 1672) var Rådspensionær i Holland en statsmand i De Forenede Nederlande.

## Biografi
Johan de Witt blev født i Dordrecht, og han var søn af Jacob de Witt, borgmester i byen. Cornelis de Witt var hans ældre bror, en af hans onkler var Andries de Witt, Rådspensionær i Holland. Familien De Witt var en af de vigtigste familier i det hollandske patriciat.
De Witt studerede i Leyden og blev en dygtig jurist, sprogmand og matematiker. I 1650 blev han pensionær for Dordrecht og var en af de ledende hollandske delegerede på den store forsamling i Haag 1651, hvor provinsen Hollands forrang over de andre stater i Unionen blev fastslået, mens det tillige bestemtes, at der foreløbig ikke måtte vælges nogen ny statholder i den afdøde Vilhelm IIs sted.
I sin politik kunne De Witt regne med støtte fra sin onkel Cornelis de Graeff, borgmester i byen Amsterdam og førende republikaner i Holland. Da provinsen Holland således var den rådende stat i unionen, blev de Witt, idet han 1653 blev rådspensionær for provinsen, dermed Nederlandenes styrer. Forholdene var vanskelige, det gjaldt om at hævde sø- og handelsvælden både over for England og Frankrig, hvor Jean-Baptiste Colbert blev minister. I søkrigen mod England 1652—54 bukkede unionen under. Det skyldtes de Witts dygtighed, at freden dog blev tålelig. Han fik staterne til at finde sig i Oliver Cromwells fordring om, at Stuarternes slægtninge, Oranierne, aldrig måtte beklæde nogen civil eller militær post i provinsen Holland (Eksklusionsakten).
Efter freden ophjalp de Witt Unionens økonomiske forhold, renten af statsgælden nedsattes fra 5% til 4%, så at der årlig kunne afdrages på gælden. Handelen gik atter frem. Fred sluttedes med Portugal, hvorved Nederlandene fik Celebes og Ceylon.
I 1655 giftede de Witt sig med Wendela Bicker, datter af Johan Bicker og Agneta de Graeff van Polsbroek, fra den mest magtfulde Amsterdam-patricier Bicker-familie. Wendelas søster Jacoba Bicker blev gift med Pieter de Graeff, søn af Cornelis de Graeff.
Også det af Karl 10. Gustav af Sverige truede Østersøherredømme forstod de Witt at bevare freden. I 1658 sendte han Polen hjælp med flåden, og 1659 lod han Jacob van Wassenaer Obdam bringe Danmark undsætning under Københavns belejring.
Atter truede fare fra England, hvor Stuarterne kom på tronen 1660, og en stor søkrig med dette land førtes 1664—67. Her indlagde de Witt sig igen megen fortjeneste af sit fædreland. Efter nederlaget ved Lowestoft førte han atter flåden i søen, og den raske overrumpling, som han under fredsunderhandlingerne lod de Ruyter foretage op ad Themsen, bragte Freden i Breda i stand 1667.
1668 hindrede han ved sin tilslutning til Triplealliancen sammen med England og Sverige Ludvig 14. af Frankrigs planer om i Devolutionskrigen at erobre de Spanske Nederlande.
Alt imens havde de Witt indadtil fremmet de republikanske bypatricieres magt og holdt det orange parti nede. Hans politik i så henseende stod i nøje samklang med hans faders stilling over for huset Oranien; thi Jacob de Witt havde været en af de 6 modstandere, som Vilhelm II lod fængsle på Loevestein. De Witt vogtede da nøje på sit partis magt, om end han lod Vilhelm III kyndig og godt oplære.
Nu, da den unge prins blev voksen, fordrede Oraniepartiet, at både statholderposten og generalkaptajnatet skulde overdrages ham. Vel ville de Witte ikke gå så vidt mod Oranierne, som Unionens stater, der 1667 vedtog "det evige edikt", hvorved statholderposten ophævedes i provinsen Holland, en bestemmelse, der vakte heftig modstrid i de andre stater, men han fik dæmpet striden og alligevel fremmet sine planer ved vedtagelsen af "Harmoniakten" 1670, hvorved det fastsloges, at posten som overgeneral og statholder i Unionen ikke kunne beklædes af en og samme person. De Witts magtstilling syntes sikret; dog kun kort tid efter fulgte hans fald.
Efter Freden i Aachen i 1668 havde rådspensionæren og hans parti indskrænket landhæren. Hårdt straffede det sig nu, at Ludvig 14.s hære i 1672 i hævnkrigen rykkede mod Holland. Skønt advaret havde de Witt for sent indset faren, nu hjalp ikke al hans fædrelandskærlige energi for at bringe hæren på fode, dygtighed manglede i ledelsen, og staterne var træge til at bevilge. Ved franskmændenes indmarch fik da de Witt hele skylden for landets ulykker. Selv i Dordrecht hejste folket Oraniens farver og råbte "Oranje op, de Witt onder".
Det evige Edikt ophævedes, og den unge Vilhelm III udnævntes både til statholder og krigsherre i Unionen. Den 4. august nedlagde de Witt sit embede. Samtidig blev hans broder, Cornelis de Witt (født 1623), myrdet 1672, løgnagtig beskyldt for at ville snigmyrde Vilhelm III. Cornelis de Witt blev lagt på pinebænken, men hævdede sin uskyldighed.
Dommerne, der hverken kunne dødsdømme eller frikende ham, dømte ham til landflygtighed. Det var i Haag, at Cornelis de Witt sad fængslet. Herhen var de Witt rejst for at hjælpe sin broder; men da han 20. august 1672, samme dag som dommen faldt, besøgte sin broder i fængslet, brød pøbelen, der rasende fordrede Cornelis dødsdømt, ind i fængslet og myrdede begge brødrene, hvis lig de ligefrem flængede i stykker. Generalstaterne fordrede morderne straffede; men Vilhelm III lod dem gå fri eller belønnede dem.
De Witts memoirer udgaves i 1909. Brieven van Jan et Cornelis de Witt udkom i Haag 1723—25. Et matematisk arbejde af de Witt: Elementa curvarum er udgivet af van Schooten 1659.